# Traqueïtis
La traqueïtis és la infecció aguda, d'origen bacterià, que afecta la tràquea. Aquesta, si no es tracta a temps, pot desencadenar una obstrucció de les vies respiratòries i provocar greus problemes de salut a la persona.

## Etiologia
La traqueïtis és provocada, majoritàriament, per Staphylococcus aureus. Tot i així, hi ha altres possibles causes de la traqueïtis com per exemple, la Moraxella catarhalis, pseudomones, Mycoplasma pneumonia, Mycobacterium tuberculosis, entre d'altres.

## Simptomatologia

Parts del sistema respiratori

La simptomatologia de la traqueïtis és variada i no sempre han d'aparèixer tots els símptomes per diagnosticar la patologia. Alguns dels símptomes més comuns són: tos, febre elevada, dificultat respiratòria, sorolls respiratoris anormals, rinorrea, estridor, tiratge costal

## Diagnòstic
Primerament, cal fer una anamnesi de l'inici de simptomatologia, al·lèrgies i patologies de la persona, entre d'altres. Tot seguit, es procedirà a fer una exploració física valorant patró respiratori, signes vitals i estat general. L'afectació d'aquesta patologia és pel que fa al sistema respiratori. Això, pot desencadenar alteracions en la quantitat d'oxigen a la sang i, en conseqüència, es pot mesurar mitjançant la pulsioximetria i una gasometria. Altres proves: radiografia de tòrax, cultiu d'esputs.

## Tractament
El tractament té 3 pilars essencials dins dels quals es desenvolupen les intervencions a realitzar per aconseguir estabilitat la persona i erradicar el microorganisme.

### Via aèria permeable
Aquesta infecció pot desencadenar processos inflamatoris. La inflamació de la tràquea pot provocar una obstrucció de les vies aèries i una dificultat respiratòria greu. Per aquest motiu, és important assegurar la permeabilitat de la via aèria.

### Antibioteràpia
Cal iniciar tractament amb antibiòtic quan es tracta d'infeccions bacterianes. S'ha de fer un tractament acurat i constant per resultat efectiu. Cal prendre les dosis adequades i no deixar el tractament fins que aquest no finalitzi. L'abandonament del tractament pot desencadenar, altra vegada, l'aparició de la simptomatologia.

## Pronòstic
Si la traqueïtis es tracta correctament, hi ha adherència al tractament i es fan els controls necessaris el pronòstic és molt bo. Hi ha una recuperació completa de la persona.